# پل خیابان ولز (شیکاگو)
پل خیابان ولز یک پل بازشو بر روی رود شیکاگو در مرکز شهر شیکاگو، ایلینوی، ایالات متحده است که در سال ۱۹۲۲ ساخته شد. این پل در شرق پل خیابان فرانکلین و جنوب شرقی مرکز تجارت مرچندایز قرار دارد و نزدیک شمالی را به «لوپ» متصل می‌کند. این پل دو طبقه است، طبقه پایین سه خط ترافیک جنوبی را بر روی رودخانه با پیاده‌روهایی در دو طرف خیابان ولز حمل می‌کند. طبقه بالا به عنوان پلی برای خطوط قهوه‌ای و بنفش سازمان حمل و نقل شیکاگو عمل می‌کند. خانه‌های نگهبان پل برای کنترل پل در گوشه‌های شمال غربی و جنوب شرقی پل قرار دارند.

## تاریخچه

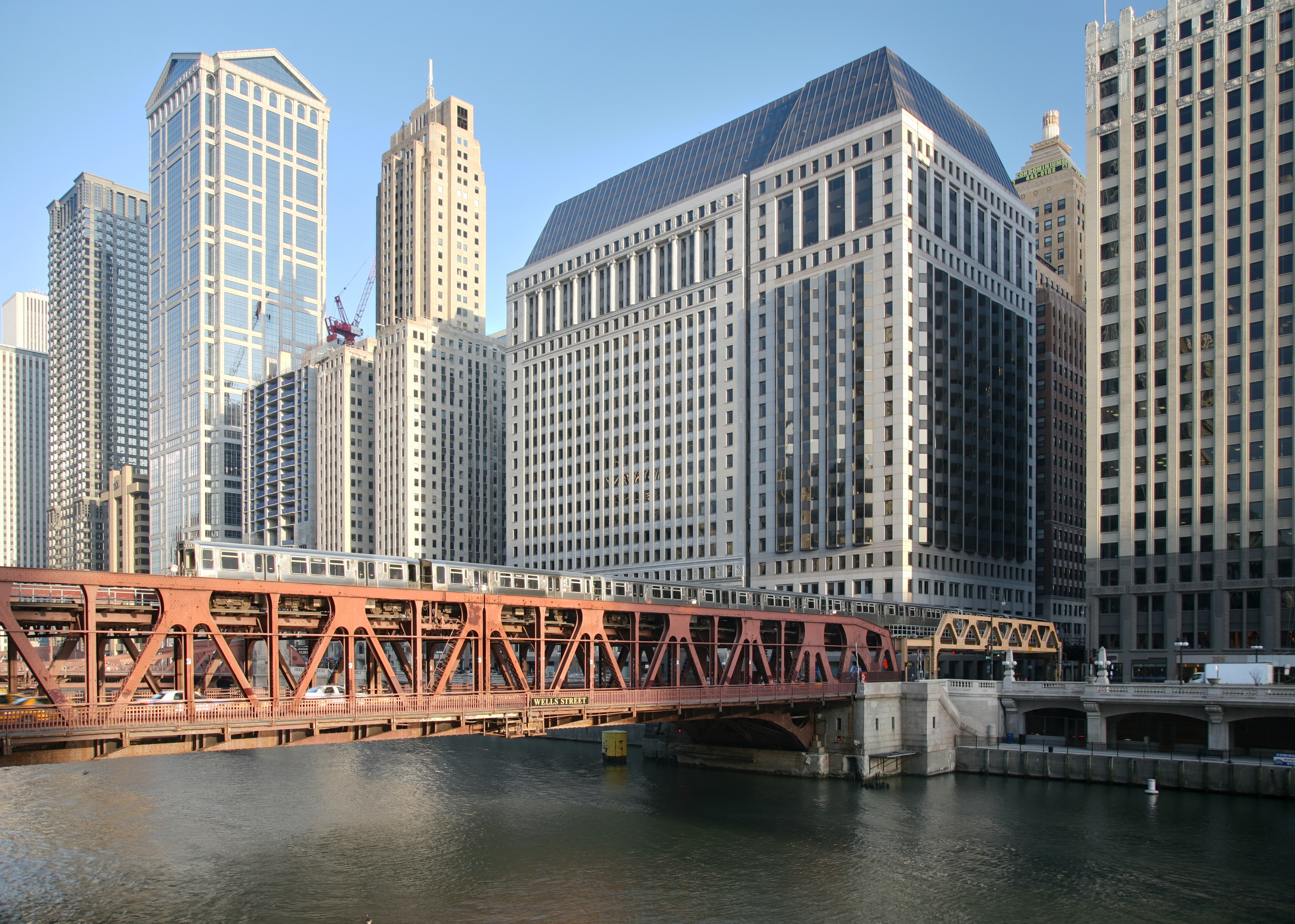
پلی که یک قطار شیکاگو 'ال' سازمان حمل و نقل شیکاگو را حمل می‌کند

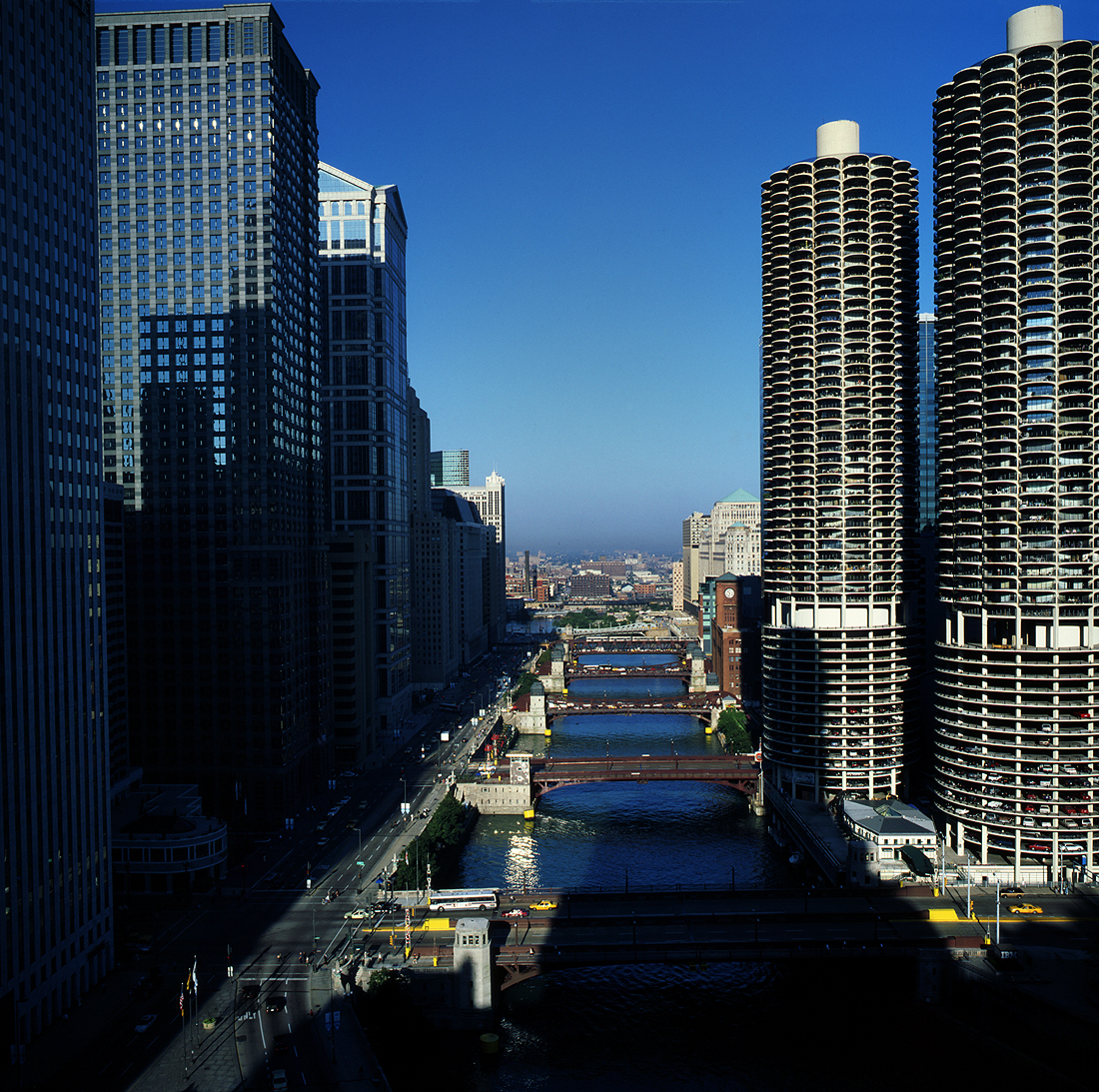
پل خیابان استیت (پیش‌زمینه)، پل خیابان دیربورن، پل خیابان کلارک، پل خیابان لا سال، پل خیابان ولز و پل خیابان فرانکلین

این پل در دوره اول ریاست ویلیام هیل تامپسون ساخته شد. کمیسیون برنامه‌ریزی شیکاگو و کمیسیون هنر شیکاگو ورودی‌های طراحی را به معمار ای. اچ. بنت ارائه دادند.
این پل در سال‌های ۲۰۱۲-۲۰۱۳ توسط اداره حمل و نقل شیکاگو به طور کامل بازسازی شد. دو لنگه (شمالی و جنوبی) در خارج از محل ساخته شدند و بر روی رودخانه به خیابان ولز شناور شدند تا نصب شوند. نیمه دیگر پل در محل بازسازی شد – دو بخش نزدیک به هر دو ساحل رودخانه، که شامل وزنه‌های تعادل برای پل بازشو هستند.
دوره دوم بازسازی که بر خدمات قطار سازمان حمل و نقل شیکاگو در طبقه بالا تأثیر گذاشت، از ساعت ۱۰ شب ۲۶ آوریل ۲۰۱۳ آغاز شد و قبل از ساعت شلوغی صبح روز دوشنبه ۶ مه ۲۰۱۳ به پایان رسید. لنگه شمالی پل در این دوره نه روزه نصب شد، دوباره بخش را بر روی رود شیکاگو از محل ساخت به پل شناور کردند. پل به طور کامل در ۲۱ نوامبر ۲۰۱۳ بازگشایی شد، زمانی که طبقه پایین پل به روی وسایل نقلیه، دوچرخه‌ها و عابران پیاده باز شد. خانه‌های نگهبان پل نیز بخشی از بازسازی پل هستند.